# Coup de buée
Le coup de buée est l'apport d'humidité dans le four pour la cuisson du pain. Il permet que le pain développe une belle croûte dorée et croustillante, et qu'il soit bien levé,.

## Principe
Sans buée, une atmosphère de four sèche fait rapidement se former la croûte du pain qui durcit. La croûte se fend mal durant la cuisson, les grignes se développent moins bien et le pain lève de façon limitée. Le résultat d'une cuisson sans buée est un pain cuit, mais blanc avec une croûte épaisse et dure. 

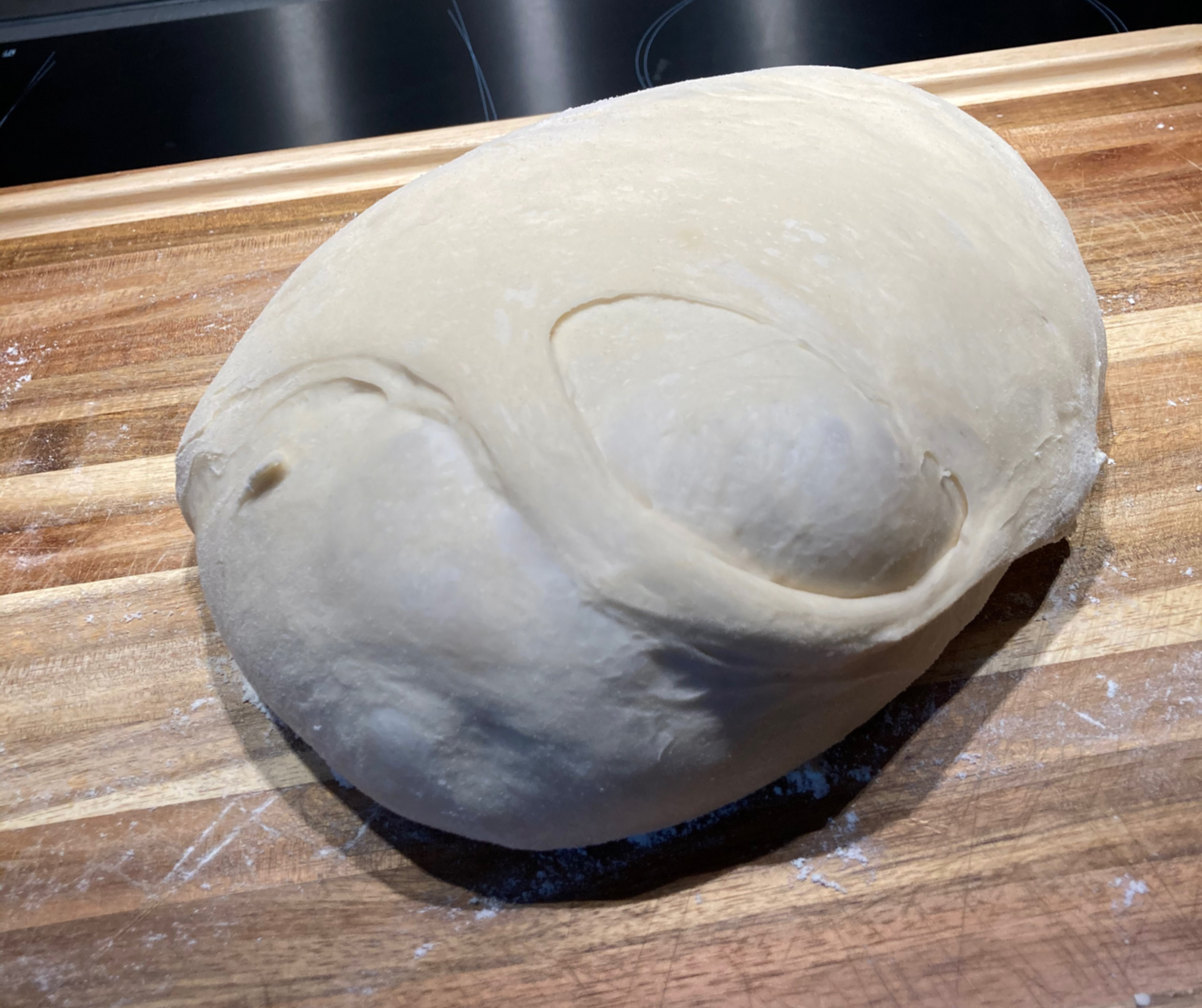
Pâton avant formage et grignage

Ainsi, il est nécessaire qu'en début de la cuisson le pâton soit placé dans une ambiance chaude et surtout très humide, saturée de buée. L'eau qui se trouve en suspension dans le four se dépose sur le pain, réagit avec la pâte pour former des sucres par la réaction de Maillard, qui est une réaction de brunissement. Par ailleurs, la buée va former une mince pellicule d'eau sur les pâtons, ce qui a pour effet de les protéger de la chaleur. Le pain va donc conserver une pellicule souple à sa surface, ce qui favorise le développement maximal du pain en retardant la formation de la croûte. On obtient ainsi une croûte fine et très croustillante.
La buée permet encore d'améliorer l'équilibre thermique de la cuisson, d'augmenter le glaçage brillant de la croûte en délayant les sucres avec les protéines de surface, d'améliorer le décollement des grignes, de diminuer l'évaporation d'eau des pâtons, d'augmenter la convection naturelle durant la cuisson, de participer à une conservation plus longue du produit,.

## Pratique

### À domicile
La lèchefrite est mise à préchauffer dans le four. Lorsque les pâtons sont introduits pour la cuisson du pain, de l'eau (5 cl) est versée sur la lèche-frite qui se vaporise immédiatement. La porte du four est alors refermée, pour ne plus être rouverte durant toute la cuisson à saturation en humidité.

### En boulangerie
Autrefois la production de buée était fournie par un récipient en fonte rempli d'eau, que l'on déposait dans l'enceinte de cuisson.